# Ipar Bondar
Ipar Bondar is een bestuurslaag in het regentschap Mandailing Natal van de provincie Noord-Sumatra, Indonesië. Ipar Bondar telt 1378 inwoners (volkstelling 2010).